# Duta argentinica
Duta argentinica är en stekelart som beskrevs av Szabó 1966. Duta argentinica ingår i släktet Duta och familjen Scelionidae. Inga underarter finns listade i Catalogue of Life.